# Биски (город, Миннесота)
Биски (англ. Biscay) — город в округе Мак-Лауд, штат Миннесота, США. На площади 0,2 км² (0,2 км² — суша, водоёмов нет), согласно переписи 2002 года, проживают 114 человек. Плотность населения составляет 634,1 чел./км².
- FIPS-код города — 27-06112[1]
- GNIS-идентификатор — 0655408[2]